# El Heraldo Gallego (1913)
El Heraldo Gallego fue un periódico español que se editó en la ciudad gallega de Orense entre 1913 y 1914.

## Trayectoria
Apareció a finales de noviembre de 1913, después del cierre del Heraldo de Galicia, al que sustituyó. Promovido por Basilio Álvarez y dirigido por Manuel Lustres Rivas, tenía como redactor jefe a Joaquín Núñez de Couto. Fue un periódico de tendencia agraria, órgano de Acción Gallega. En 1914 el enfrentamento de Basilio Álvarez con las autoridades orensanas y con el obispo Eustaquio Ilundáin, provocó que El Heraldo Gallego y su director cayeran bajo el peso de las denuncias y las constantes causas judiciales.